# Lista de episódios de Chicago P.D.
Chicago P.D. é um drama de televisão norte-americano na NBC derivado de Chicago Fire. A série se concentra em uma patrulha policial uniformizada e na Unidade de Inteligência que persegue os perpetradores dos principais crimes de rua da cidade. A série começou a ser exibida em 08 de janeiro de 2014 nos Estados Unidos pela NBC.
Até 21 de maio de 2025, 243 episódios de Chicago P.D. foram ao ar, divididos em 12 temporadas.

## Resumo
| Temporada | Temporada | Episódios | Episódios | Originalmente exibido  | Originalmente exibido | Audiência | Audiência                           |
| Temporada | Temporada | Episódios | Episódios | Estreia da temporada   | Final da temporada    | Rank      | Média de visualizações (em milhões) |
| --------- | --------- | --------- | --------- | ---------------------- | --------------------- | --------- | ----------------------------------- |
|           | Piloto    | Piloto    | Piloto    | 15 de maio de 2013     | 15 de maio de 2013    | —         | 6.90                                |
|           | 1         | 15        | 15        | 8 de janeiro de 2014   | 21 de maio de 2014    | 50        | 8.03                                |
|           | 2         | 23        | 23        | 24 de setembro de 2014 | 20 de maio de 2015    | 51        | 8.74                                |
|           | 3         | 23        | 23        | 30 de setembro de 2015 | 25 de maio de 2016    | 47        | 8.71                                |
|           | 4         | 23        | 23        | 21 de setembro de 2016 | 17 de maio de 2017    | 36        | 8.48                                |
|           | 5         | 22        | 22        | 27 de setembro de 2017 | 9 de maio de 2018     | 24        | 10.32                               |
|           | 6         | 22        | 22        | 26 de setembro de 2018 | 22 de maio de 2019    | 18        | 11.18                               |
|           | 7         | 20        | 20        | 25 de setembro de 2019 | 15 de abril de 2020   | 11        | 11.23                               |
|           | 8         | 16        | 16        | 11 de novembro de 2020 | 26 de maio de 2021    | 10        | 9.73                                |
|           | 9         | 22        | 22        | 22 de setembro de 2021 | 25 de maio de 2022    | 13        | 9.15                                |
|           | 10        | 22        | 22        | 21 de setembro de 2022 | 24 de maio de 2023    | 13        | 8.27                                |
|           | 11        | 13        | 13        | 17 de janeiro de 2024  | 22 de maio de 2024    | 13        | 7.87                                |
|           | 12        | 22        | 22        | 25 de setembro de 2024 | 21 de maio de 2025    | ASA       | ASA                                 |

## Episódios

### Episódio piloto (2013)
Para o episódio piloto, "Nº na série" e "Nº na temporada" referem-se ao lugar do episódio na ordem dos episódios da série originária Chicago Fire.
| N.º na série | N.º na temp. | Título       | Dirigido por  | Escrito por                                                                        | Exibição original  | Audiência (milhões) |
| ------------ | ------------ | ------------ | ------------- | ---------------------------------------------------------------------------------- | ------------------ | ------------------- |
| 23           | 23           | "Let Her Go" | Joe Chappelle | História por : Dick Wolf & Matt Olmstead Roteiro por : Michael Brandt & Derek Haas | 15 de maio de 2013 | 6.90                |

### Temporada 1 (2014)
| N.º na série | N.º na temp. | Título                    | Dirigido por       | Escrito por                                                                        | Exibição original       | Audiência (milhões) |
| ------------ | ------------ | ------------------------- | ------------------ | ---------------------------------------------------------------------------------- | ----------------------- | ------------------- |
| 1            | 1            | "Stepping Stone"          | Michael Slovis     | Matt Olmstead                                                                      | 8 de janeiro de 2014    | 8.59                |
| 2            | 2            | "Wrong Side of the Bars"  | Joe Chappelle      | Michael Brandt & Derek Haas                                                        | 15 de janeiro de 2014   | 5.50                |
| 3            | 3            | "Chin Check"              | Sanford Bookstaver | David Hoselton                                                                     | 22 de janeiro de 2014   | 6.24                |
| 4            | 4            | "Now Is Always Temporary" | Mark Tinker        | Denitria Harris-Lawrence                                                           | 29 de janeiro de 2014   | 6.89                |
| 5            | 5            | "Thirty Balloons"         | Karen Gaviola      | Craig Gore & Tim Walsh                                                             | 5 de fevereiro de 2014  | 6.00                |
| 6            | 6            | "Conventions"             | Alik Sakharov      | Maisha Closson                                                                     | 26 de fevereiro de 2014 | 8.00                |
| 7            | 7            | "The Price We Pay"        | Mark Tinker        | Michael Brandt & Derek Haas                                                        | 5 de março de 2014      | 6.05                |
| 8            | 8            | "Different Mistakes"      | Fred Berner        | Bryan Garcia                                                                       | 12 de março de 2014     | 5.84                |
| 9            | 9            | "A Material Witness"      | Sanford Bookstaver | Michael Batistick                                                                  | 20 de março de 2014     | 5.74                |
| 10           | 10           | "At Least It's Justice"   | Michael Slovis     | Craig Gore & Tim Walsh                                                             | 2 de abril de 2014      | 5.75                |
| 11           | 11           | "Turn the Light Off"      | Nick Gomez         | David Hoselton                                                                     | 9 de abril de 2014      | 6.49                |
| 12           | 12           | "8:30 PM"                 | Mark Tinker        | História por : Dick Wolf & Matt Olmstead Roteiro por : Michael Brandt & Derek Haas | 30 de abril de 2014     | 7.28                |
| 13           | 13           | "My Way"                  | Karen Gaviola      | Matt Olmstead & Michael Batistick                                                  | 7 de maio de 2014       | 5.39                |
| 14           | 14           | "The Docks"               | Nick Gomez         | Craig Gore & Tim Walsh                                                             | 14 de maio de 2014      | 6.06                |
| 15           | 15           | "A Beautiful Friendship"  | Mark Tinker        | História por : Michael Batistick Roteiro por : Michael Brandt & Derek Haas         | 21 de maio de 2014      | 6.27                |

### Temporada 2 (2014–15)
| N.º na série | N.º na temp. | Título                           | Dirigido por       | Escrito por                                                                             | Exibição original       | Audiência (milhões) |
| ------------ | ------------ | -------------------------------- | ------------------ | --------------------------------------------------------------------------------------- | ----------------------- | ------------------- |
| 16           | 1            | "Call It Macaroni"               | Mark Tinker        | Matt Olmstead                                                                           | 24 de setembro de 2014  | 8.51                |
| 17           | 2            | "Get My Cigarettes"              | Arthur W. Forney   | Craig Gore & Tim Walsh                                                                  | 1 de outubro de 2014    | 6.63                |
| 18           | 3            | "The Weigh Station"              | Nick Gomez         | Michael Batistick                                                                       | 8 de outubro de 2014    | 6.67                |
| 19           | 4            | "Chicken, Dynamite, Chainsaw"    | Reza Tabrizi       | Mo Masi                                                                                 | 15 de outubro de 2014   | 6.78                |
| 20           | 5            | "An Honest Woman"                | Mark Tinker        | Michael Weiss                                                                           | 22 de outubro de 2014   | 6.85                |
| 21           | 6            | "Prison Ball"                    | Sanford Bookstaver | Eduardo Javier Canto & Ryan Maldonado                                                   | 5 de novembro de 2014   | 6.15                |
| 22           | 7            | "They'll Have to Go Through Me"  | Sanford Bookstaver | História por : Dick Wolf & Matt Olmstead Roteiro por : Maisha Closson                   | 12 de novembro de 2014  | 9.54                |
| 23           | 8            | "Assignment of the Year"         | Nick Gomez         | Mick Betancourt                                                                         | 19 de novembro de 2014  | 7.29                |
| 24           | 9            | "Called in Dead"                 | Alik Sakharov      | Craig Gore & Tim Walsh                                                                  | 10 de dezembro de 2014  | 6.71                |
| 25           | 10           | "Shouldn't Have Been Alone"      | Fred Berner        | Michael Weiss                                                                           | 7 de janeiro de 2015    | 7.41                |
| 26           | 11           | "We Don't Work Together Anymore" | Mario Van Peebles  | Michael Bastick & Mo Masi                                                               | 14 de janeiro de 2015   | 6.77                |
| 27           | 12           | "Disco Bob"                      | Holly Dale         | Maisha Closson & Cole Maliska                                                           | 21 de janeiro de 2015   | 7.00                |
| 28           | 13           | "A Little Devil Complex"         | Steve Shill        | Michael Brandt & Derek Haas                                                             | 4 de fevereiro de 2015  | 7.58                |
| 29           | 14           | "Erin's Mom"                     | Mark Tinker        | Craig Gore & Tim Walsh                                                                  | 11 de fevereiro de 2015 | 6.58                |
| 30           | 15           | "What Do You Do"                 | Nick Gomez         | Michael Brandt & Derek Haas                                                             | 18 de fevereiro de 2015 | 7.08                |
| 31           | 16           | "What Puts You On That Ledge"    | Fred Berner        | Eduardo Javier Canto & Ryan Maldonado                                                   | 25 de fevereiro de 2015 | 7.43                |
| 32           | 17           | "Say Her Real Name"              | Nick Gomez         | História por : Dick Wolf & Matt Olmstead Roteiro por : Craig Gore & Tim Walsh           | 25 de março de 2015     | 6.34                |
| 33           | 18           | "Get Back to Even"               | Jann Turner        | Michael Weiss                                                                           | 1 de abril de 2015      | 6.59                |
| 34           | 19           | "The Three Gs"                   | Sanford Bookstaver | Craig Gore & Tim Walsh                                                                  | 8 de abril de 2015      | 6.73                |
| 35           | 20           | "The Number of Rats"             | Nick Gomez         | História por : Matt Olmstead & Warren Leight Roteiro por : Matt Olmstead & Cole Maliska | 29 de abril de 2015     | 8.07                |
| 36           | 21           | "There's My Girl"                | Mark Tinker        | Michael Batstick & Mo Masi                                                              | 6 de maio de 2015       | 6.54                |
| 37           | 22           | "Push the Pain Away"             | Sanford Bookstaver | História por : Eduardo Javier Canto & Ryan Maldonado Roteiro por : Michael Weiss        | 13 de maio de 2015      | 6.94                |
| 38           | 23           | "Born Into Bad News"             | Mark Tinker        | Craig Gore & Tim Walsh                                                                  | 20 de maio de 2015      | 7.21                |

### Temporada 3 (2015–16)
| N.º na série | N.º na temp. | Título                                       | Dirigido por         | Escrito por                                                                               | Exibição original       | Audiência (milhões) |
| ------------ | ------------ | -------------------------------------------- | -------------------- | ----------------------------------------------------------------------------------------- | ----------------------- | ------------------- |
| 39           | 1            | "Life is Fluid"                              | Arthur W. Forney     | Craig Gore & Tim Walsh                                                                    | 30 de setembro de 2015  | 6.65                |
| 40           | 2            | "Natural Born Storyteller"                   | Mark Tinker          | Mike Weiss                                                                                | 7 de outubro de 2015    | 6.49                |
| 41           | 3            | "Actual Physical Violence"                   | Fred Berner          | Eduardo Javier Canto & Ryan Maldonado                                                     | 14 de outubro de 2015   | 6.58                |
| 42           | 4            | "Debts of the Past"                          | Rohn Schmidt         | Michael Brandt & Derek Haas                                                               | 21 de outubro de 2015   | 6.24                |
| 43           | 5            | "Climbing Into Bed"                          | Mark Tinker          | Cole Maliska                                                                              | 28 de outubro de 2015   | 6.14                |
| 44           | 6            | "You Never Know Who's Who"                   | Lin Oeding           | Craig Gore & Tim Walsh                                                                    | 28 de outubro de 2015   | 6.14                |
| 45           | 7            | "A Dead Kid, a Notebook and a Lot of Maybes" | Charlotte Brändström | Timothy J. Sexton                                                                         | 4 de novembro de 2015   | 6.48                |
| 46           | 8            | "Forget My Name"                             | Nick Gomez           | Mike Weiss                                                                                | 11 de novembro de 2015  | 6.79                |
| 47           | 9            | "Never Forget I Love You"                    | Terry Miller         | História por : Ryan Maldonado & Eduardo Javier Canto Roteiro por : Craig Gore & Tim Walsh | 18 de novembro de 2015  | 6.47                |
| 48           | 10           | "Now I'm God"                                | Holly Dale           | Jamie Pachino                                                                             | 6 de janeiro de 2016    | 8.75                |
| 49           | 11           | "Knocked the Family Right Out"               | Mark Tinker          | Mo Masi                                                                                   | 13 de janeiro de 2016   | 7.99                |
| 50           | 12           | "Looking Out for Stateville"                 | Fred Berner          | Craig Gore & Tim Walsh                                                                    | 20 de janeiro de 2016   | 6.52                |
| 51           | 13           | "Hit Me"                                     | Rohn Schmidt         | Mike Weiss & Cole Maliska                                                                 | 3 de fevereiro de 2016  | 7.22                |
| 52           | 14           | "The Song of Gregory Williams Yates"         | Michael Grossman     | Jamie Pachino                                                                             | 10 de fevereiro de 2016 | 8.28                |
| 53           | 15           | "A Night Owl"                                | Nick Gomez           | Timothy J. Sexton                                                                         | 17 de fevereiro de 2016 | 7.45                |
| 54           | 16           | "The Cases that Need to Be Solved"           | Jean de Segonzac     | Matt Olmstead                                                                             | 24 de fevereiro de 2016 | 6.99                |
| 55           | 17           | "Forty-Caliber Bread Crumb"                  | Jann Turner          | Craig Gore & Tim Walsh                                                                    | 2 de março de 2016      | 7.17                |
| 56           | 18           | "Kasual with a K"                            | David Rodriguez      | Eduardo Javier Canto & Ryan Maldonado                                                     | 23 de março de 2016     | 6.27                |
| 57           | 19           | "If We Were Normal"                          | Mark Tinker          | Mo Masi                                                                                   | 30 de março de 2016     | 6.79                |
| 58           | 20           | "In a Duffel Bag"                            | Nick Gomez           | Jamie Pachino                                                                             | 4 de maio de 2016       | 6.32                |
| 59           | 21           | "Justice"                                    | Jean de Segonzac     | História por : Dick Wolf Roteiro por : Michael Brandt & Derek Haas & Matt Olmstead        | 11 de maio de 2016      | 6.75                |
| 60           | 22           | "She's Got Us"                               | Lin Oeding           | Mike Weiss                                                                                | 18 de maio de 2016      | 6.93                |
| 61           | 23           | "Start Digging"                              | Mark Tinker          | Craig Gore & Tim Walsh                                                                    | 25 de maio de 2016      | 6.88                |

### Temporada 4 (2016–17)
| N.º na série | N.º na temp. | Título                                 | Dirigido por         | Escrito por                        | Exibição original       | Audiência (milhões) |
| ------------ | ------------ | -------------------------------------- | -------------------- | ---------------------------------- | ----------------------- | ------------------- |
| 62           | 1            | "The Silos"                            | Mark Tinker          | Matt Olmstead                      | 21 de setembro de 2016  | 6.87                |
| 63           | 2            | "Made a Wrong Turn"                    | Fred Berner          | Craig Gore & Tim Walsh             | 28 de setembro de 2016  | 6.14                |
| 64           | 3            | "All Cylinders Firing"                 | Nick Gomez           | Mike Weiss                         | 5 de outubro de 2016    | 6.22                |
| 65           | 4            | "Big Friends, Big Enemies"             | Rohn Schmidt         | Gwen Sigan                         | 12 de outubro de 2016   | 6.15                |
| 66           | 5            | "A War Zone"                           | Eriq La Salle        | Tiller Russell                     | 26 de outubro de 2016   | 5.82                |
| 67           | 6            | "Some Friend"                          | Mark Tinker          | Timothy J. Sexton                  | 9 de novembro de 2016   | 5.70                |
| 68           | 7            | "300,000 Likes"                        | Charlotte Brandström | Jamie Pachino                      | 16 de novembro de 2016  | 6.11                |
| 69           | 8            | "A Shot Heard Around the World"        | Terry Miller         | Matt Olmstead & Gwen Sigan         | 16 de novembro de 2016  | 6.11                |
| 70           | 9            | "Don't Bury This Case"                 | Cherie Nowlan        | Craig Gore & Tim Walsh             | 3 de janeiro de 2017    | 7.89                |
| 71           | 10           | "Don't Read the News"                  | Nick Gomez           | Mike Weiss                         | 4 de janeiro de 2017    | 6.30                |
| 72           | 11           | "You Wish"                             | Mark Tinker          | Tiller Russell                     | 11 de janeiro de 2017   | 6.60                |
| 73           | 12           | "Sanctuary"                            | John Hyams           | Timothy J. Sexton                  | 18 de janeiro de 2017   | 7.11                |
| 74           | 13           | "I Remember Her Now"                   | David Rodriguez      | Gwen Sigan                         | 8 de fevereiro de 2017  | 6.27                |
| 75           | 14           | "Seven Indictments"                    | Mark Tinker          | Jamie Pachino                      | 15 de fevereiro de 2017 | 6.68                |
| 76           | 15           | "Favor, Affection, Malice or Ill-Will" | Holly Dale           | Craig Gore & Tim Walsh             | 22 de fevereiro de 2017 | 6.68                |
| 77           | 16           | "Emotional Proximity"                  | Reza Tabrizi         | Matt Olmstead                      | 1 de março de 2017      | 9.59                |
| 78           | 17           | "Remember the Devil"                   | Rohn Schmidt         | Mike Weiss                         | 22 de março de 2017     | 6.39                |
| 79           | 18           | "Little Bit of Light"                  | Lin Oeding           | Gwen Sigan                         | 29 de março de 2017     | 6.10                |
| 80           | 19           | "Last Minute Resistance"               | John Hyams           | Timothy J. Sexton                  | 5 de abril de 2017      | 6.52                |
| 81           | 20           | "Grasping for Salvation"               | David Rodriguez      | Tiller Russell                     | 26 de abril de 2017     | 6.27                |
| 82           | 21           | "Fagin"                                | Fred Berner          | Craig Gore & Tim Walsh             | 3 de maio de 2017       | 6.15                |
| 83           | 22           | "Army of One"                          | John Whitesell       | Tiller Russell & Timothy J. Sexton | 10 de maio de 2017      | 6.17                |
| 84           | 23           | "Fork in the Road"                     | Mark Tinker          | Mike Weiss                         | 17 de maio de 2017      | 6.50                |

### Temporada 5 (2017–18)
| N.º na série | N.º na temp. | Título                   | Dirigido por   | Escrito por                                                          | Exibição original       | Audiência (milhões) |
| ------------ | ------------ | ------------------------ | -------------- | -------------------------------------------------------------------- | ----------------------- | ------------------- |
| 85           | 1            | "Reform"                 | Eriq La Salle  | Rick Eid                                                             | 27 de setembro de 2017  | 6.11                |
| 86           | 2            | "The Thing About Heroes" | Rohn Schmidt   | John Dove                                                            | 4 de outubro de 2017    | 6.19                |
| 87           | 3            | "Promise"                | John Whitesell | Timothy J. Sexton                                                    | 11 de outubro de 2017   | 6.07                |
| 88           | 4            | "Snitch"                 | Terry Miller   | História por : Rick Eid & Gavin Harris Roteiro por : Rick Eid        | 18 de outubro de 2017   | 5.79                |
| 89           | 5            | "Home"                   | Eriq La Salle  | Sharon Lee Watson                                                    | 25 de outubro de 2017   | 6.16                |
| 90           | 6            | "Fallen"                 | Nick Gomez     | Gavin Harris                                                         | 8 de novembro de 2017   | 5.16                |
| 91           | 7            | "Care Under Fire"        | Lily Mariye    | Gwen Sigan                                                           | 15 de novembro de 2017  | 6.39                |
| 92           | 8            | "Politics"               | Mark Tinker    | Kinan Copen                                                          | 29 de novembro de 2017  | 6.95                |
| 93           | 9            | "Monster"                | Valerie Weiss  | Timothy J. Sexton                                                    | 6 de dezembro de 2017   | 6.52                |
| 94           | 10           | "Rabbit Hole"            | Carl Seaton    | Rick Eid & Gwen Sigan                                                | 3 de janeiro de 2018    | 6.78                |
| 95           | 11           | "Confidential"           | Mark Tinker    | Rick Eid & Sharon Lee Watson                                         | 10 de janeiro de 2018   | 6.86                |
| 96           | 12           | "Captive"                | Eriq La Salle  | Gavin Harris                                                         | 17 de janeiro de 2018   | 6.66                |
| 97           | 13           | "Chasing Monsters"       | Terry Miller   | John Dove                                                            | 31 de janeiro de 2018   | 6.72                |
| 98           | 14           | "Anthem"                 | John Hyams     | Timothy J. Sexton                                                    | 7 de fevereiro de 2018  | 7.25                |
| 99           | 15           | "Sisterhood"             | Rohn Schmidt   | Rick Eid & Katherine Visconti                                        | 28 de fevereiro de 2018 | 6.09                |
| 100          | 16           | "Profiles"               | Eriq La Salle  | Gwen Sigan                                                           | 7 de março de 2018      | 6.62                |
| 101          | 17           | "Breaking Point"         | Terry Miller   | Sharon Lee Watson                                                    | 14 de março de 2018     | 6.54                |
| 102          | 18           | "Ghosts"                 | Nick Gomez     | Gavin Harris                                                         | 21 de março de 2018     | 6.92                |
| 103          | 19           | "Payback"                | Nicole Rubio   | História por : John Dove Roteiro por : John Dove & Timothy J. Sexton | 11 de abril de 2018     | 5.89                |
| 104          | 20           | "Saved"                  | Paul McCrane   | Gwen Sigan                                                           | 18 de abril de 2018     | 6.62                |
| 105          | 21           | "Allegiance"             | Carl Seaton    | Rick Eid & Timothy J. Sexton                                         | 2 de maio de 2018       | 6.06                |
| 106          | 22           | "Homecoming"             | Eriq La Salle  | Rick Eid & Timothy J. Sexton                                         | 9 de maio de 2018       | 6.34                |

### Temporada 6 (2018–19)
| N.º na série | N.º na temp. | Título                 | Dirigido por       | Escrito por                                                                         | Exibição original       | Audiência (milhões) |
| ------------ | ------------ | ---------------------- | ------------------ | ----------------------------------------------------------------------------------- | ----------------------- | ------------------- |
| 107          | 1            | "New Normal"           | Eriq La Salle      | Rick Eid                                                                            | 26 de setembro de 2018  | 7.14                |
| 108          | 2            | "Endings"              | David Rodriguez    | Gwen Sigan                                                                          | 3 de outubro de 2018    | 7.78                |
| 109          | 3            | "Bad Boys"             | Nick Gomez         | Timothy J. Sexton                                                                   | 10 de outubro de 2018   | 7.16                |
| 110          | 4            | "Ride Along"           | Nicole Rubio       | Gavin Harris                                                                        | 17 de outubro de 2018   | 6.95                |
| 111          | 5            | "Fathers and Sons"     | Eriq La Salle      | Jeffrey Nachmanoff                                                                  | 24 de outubro de 2018   | 6.64                |
| 112          | 6            | "True or False"        | Paul McCrane       | História por : Rick Eid & Gavin Harris Roteiro por : Rick Eid                       | 31 de outubro de 2018   | 6.95                |
| 113          | 7            | "Trigger"              | Carl Seaton        | Todd Robinson                                                                       | 7 de novembro de 2018   | 6.84                |
| 114          | 8            | "Black and Blue"       | Christine Swanson  | Kim Rome                                                                            | 14 de novembro de 2018  | 6.00                |
| 115          | 9            | "Descent"              | Nicole Rubio       | Rick Eid & Timothy J. Sexton                                                        | 5 de dezembro de 2018   | 6.82                |
| 116          | 10           | "Brotherhood"          | Mykelti Williamson | Gwen Sigan                                                                          | 9 de janeiro de 2019    | 6.86                |
| 117          | 11           | "Trust"                | Lily Mariye        | Gavin Harris                                                                        | 16 de janeiro de 2019   | 7.26                |
| 118          | 12           | "Outrage"              | Vincent Misiano    | História por : Timothy J. Sexton & April Fitsimmons Roteiro por : Timothy J. Sexton | 23 de janeiro de 2019   | 7.22                |
| 119          | 13           | "Night in Chicago"     | Eriq La Salle      | Rick Eid & Ike Smith                                                                | 6 de fevereiro de 2019  | 7.38                |
| 120          | 14           | "Ties That Bind"       | Paul McCrane       | Kim Rome & Katherine Visconti                                                       | 13 de fevereiro de 2019 | 7.49                |
| 121          | 15           | "Good Men"             | Donald Petrie      | Gwen Sigan                                                                          | 20 de fevereiro de 2019 | 8.91                |
| 122          | 16           | "The Forgotten"        | Eriq La Salle      | Gavin Harris                                                                        | 27 de fevereiro de 2019 | 7.15                |
| 123          | 17           | "Pain Killer"          | Nicole Rubio       | Timothy J. Sexton                                                                   | 27 de março de 2019     | 7.01                |
| 124          | 18           | "This City"            | Carl Seaton        | Rick Eid & Gwen Sigan                                                               | 3 de abril de 2019      | 6.86                |
| 125          | 19           | "What Could Have Been" | Eriq La Salle      | Rick Eid & Gwen Sigan                                                               | 24 de abril de 2019     | 6.99                |
| 126          | 20           | "Sacrifice"            | John Hyams         | Gavin Harris                                                                        | 8 de maio de 2019       | 6.29                |
| 127          | 21           | "Confession"           | Carl Seaton        | Timothy J. Sexton                                                                   | 15 de maio de 2019      | 6.73                |
| 128          | 22           | "Reckoning"            | Eriq La Salle      | Rick Eid & Gwen Sigan                                                               | 22 de maio de 2019      | 6.59                |

### Temporada 7 (2019–20)
| N.º na série | N.º na temp. | Título                 | Dirigido por       | Escrito por                                                                   | Exibição original       | Audiência (milhões) |
| ------------ | ------------ | ---------------------- | ------------------ | ----------------------------------------------------------------------------- | ----------------------- | ------------------- |
| 129          | 1            | "Doubt"                | Eriq La Salle      | Rick Eid & Gavin Harris                                                       | 25 de setembro de 2019  | 6.49                |
| 130          | 2            | "Assets"               | Carl Seaton        | Rick Eid & Gavin Harris                                                       | 2 de outubro de 2019    | 5.90                |
| 131          | 3            | "Familia"              | Eriq La Salle      | Timothy J. Sexton                                                             | 9 de outubro de 2019    | 6.34                |
| 132          | 4            | "Infection: Part III"  | Eriq La Salle      | História por : Dick Wolf & Derek Haas Roteiro por : Gwen Sigan                | 16 de outubro de 2019   | 8.62                |
| 133          | 5            | "Brother's Keeper"     | Vince Misiano      | Joe Halpin                                                                    | 23 de outubro de 2019   | 6.64                |
| 134          | 6            | "False Positive"       | David Rodriguez    | Scott Gold                                                                    | 30 de outubro de 2019   | 6.29                |
| 135          | 7            | "Informant"            | Vince Misiano      | Gwen Sigan                                                                    | 6 de novembro de 2019   | 6.44                |
| 136          | 8            | "No Regrets"           | Mykelti Williamson | Kim Rome                                                                      | 13 de novembro de 2019  | 6.47                |
| 137          | 9            | "Absolution"           | Paul McCrane       | Gavin Harris                                                                  | 20 de novembro de 2019  | 6.88                |
| 138          | 10           | "Mercy"                | Olivia Newman      | Timothy J. Sexton                                                             | 8 de janeiro de 2020    | 7.02                |
| 139          | 11           | "43rd and Normal"      | Chad Saxton        | Rick Eid & Gwen Sigan                                                         | 15 de janeiro de 2020   | 6.78                |
| 140          | 12           | "The Devil You Know"   | Eriq La Salle      | Scott Gold                                                                    | 22 de janeiro de 2020   | 6.91                |
| 141          | 13           | "I Was Here"           | Charles S. Carroll | Gwen Sigan                                                                    | 5 de fevereiro de 2020  | 7.14                |
| 142          | 14           | "Center Mass"          | Lisa Demaine       | Gavin Harris                                                                  | 12 de fevereiro de 2020 | 7.00                |
| 143          | 15           | "Burden of Truth"      | Eriq La Salle      | Rick Eid & Gwen Sigan                                                         | 26 de fevereiro de 2020 | 8.12                |
| 144          | 16           | "Intimate Violence"    | Mykelti Williamson | História por : Timothy J. Sexton & Ike Smith Roteiro por : Timothy J. Sexton  | 4 de março de 2020      | 7.07                |
| 145          | 17           | "Before the Fall"      | Nicole Rubio       | Scott Gold & Jake Tinker                                                      | 18 de março de 2020     | 7.50                |
| 146          | 18           | "Lines"                | Alex Chapple       | Kim Rome & Gwen Sigan                                                         | 25 de março de 2020     | 7.75                |
| 147          | 19           | "Buried Secrets"       | Paul McCrane       | História por : Timothy J. Sexton & Gwen Sigan Roteiro por : Timothy J. Sexton | 8 de abril de 2020      | 7.75                |
| 148          | 20           | "Silence of the Night" | Eriq La Salle      | Rick Eid & Gavin Harris                                                       | 15 de abril de 2020     | 7.82                |

### Temporada 8 (2020–21)
| N.º na série | N.º na temp. | Título              | Dirigido por       | Escrito por                                                   | Exibição original       | Audiência (milhões) |
| ------------ | ------------ | ------------------- | ------------------ | ------------------------------------------------------------- | ----------------------- | ------------------- |
| 149          | 1            | "Fighting Ghosts"   | Eriq La Salle      | História por : Rick Eid & Gavin Harris Roteiro por : Rick Eid | 11 de novembro de 2020  | 6.43                |
| 150          | 2            | "White Knuckle"     | Nicole Rubio       | Gwen Sigan                                                    | 18 de novembro de 2020  | 6.38                |
| 151          | 3            | "Tender Age"        | Eriq La Salle      | Gwen Sigan                                                    | 13 de janeiro de 2021   | 6.58                |
| 152          | 4            | "Unforgiven"        | Chad Saxton        | Rick Eid & Gavin Harris                                       | 27 de janeiro de 2021   | 5.97                |
| 153          | 5            | "In Your Care"      | Charles S. Carroll | Gwen Sigan                                                    | 3 de fevereiro de 2021  | 6.09                |
| 154          | 6            | "Equal Justice"     | Eric Laneuville    | Daniel Arkin                                                  | 10 de fevereiro de 2021 | 6.31                |
| 155          | 7            | "Instinct"          | Chad Saxton        | Scott Gold                                                    | 17 de fevereiro de 2021 | 5.87                |
| 156          | 8            | "Protect and Serve" | Eriq La Salle      | Gwen Sigan & Ike Smith                                        | 10 de março de 2021     | 5.89                |
| 157          | 9            | "Impossible Dream"  | Charles S. Carroll | Rick Eid & Gavin Harris                                       | 17 de março de 2021     | 6.21                |
| 158          | 10           | "The Radical Truth" | Lisa Demaine       | Scott Gold                                                    | 31 de março de 2021     | 6.42                |
| 159          | 11           | "Signs of Violence" | Bethany Rooney     | Gwen Sigan                                                    | 7 de abril de 2021      | 5.80                |
| 160          | 12           | "Due Process"       | Guy Ferland        | Rick Eid & Gavin Harris                                       | 21 de abril de 2021     | 5.89                |
| 161          | 13           | "Trouble Dolls"     | John Polson        | Scott Gold                                                    | 5 de maio de 2021       | 5.67                |
| 162          | 14           | "Safe"              | S.J. Main Muñoz    | Gavin Harris                                                  | 12 de maio de 2021      | 5.94                |
| 163          | 15           | "The Right Thing"   | Vince Misiano      | Rick Eid & Gwen Sigan                                         | 19 de maio de 2021      | 5.64                |
| 164          | 16           | "The Other Side"    | Chad Saxton        | Rick Eid & Gwen Sigan                                         | 26 de maio de 2021      | 6.33                |

### Temporada 9 (2021–22)
| N.º na série | N.º na temp. | Título               | Dirigido por       | Escrito por                                                     | Exibição original       | Audiência (milhões) |
| ------------ | ------------ | -------------------- | ------------------ | --------------------------------------------------------------- | ----------------------- | ------------------- |
| 165          | 1            | "Closure"            | Vince Misiano      | Rick Eid & Gwen Sigan                                           | 22 de setembro de 2021  | 6.54                |
| 166          | 2            | "Rage"               | Chad Saxton        | Gavin Harris & Matthew Newman                                   | 29 de setembro de 2021  | 6.22                |
| 167          | 3            | "The One Next to Me" | Bethany Rooney     | Scott Gold                                                      | 6 de outubro de 2021    | 5.75                |
| 168          | 4            | "In the Dark"        | Carl Seaton        | Gwen Sigan                                                      | 13 de outubro de 2021   | 5.98                |
| 169          | 5            | "Burnside"           | Brenna Malloy      | Ike Smith                                                       | 20 de outubro de 2021   | 5.57                |
| 170          | 6            | "End of Watch"       | Marc Roskin        | Gavin Harris                                                    | 27 de outubro de 2021   | 5.62                |
| 171          | 7            | "Trust Me"           | Chad Saxton        | Matthew Newman                                                  | 3 de novembro de 2021   | 5.58                |
| 172          | 8            | "Fractures"          | Charles S. Carroll | Scott Gold                                                      | 10 de novembro de 2021  | 5.58                |
| 173          | 9            | "A Way Out"          | Lisa Robinson      | Gwen Sigan                                                      | 8 de dezembro de 2021   | 5.64                |
| 174          | 10           | "Home Safe"          | Lisa Demaine       | Elena Perez                                                     | 5 de janeiro de 2022    | 6.06                |
| 175          | 11           | "Lies"               | Eif Rivera         | História por : Gavin Harris & Ike Smith Roteiro por : Ike Smith | 12 de janeiro de 2022   | 5.81                |
| 176          | 12           | "To Protect"         | Bethany Rooney     | Gavin Harris                                                    | 19 de janeiro de 2022   | 5.79                |
| 177          | 13           | "Still Water"        | Chad Saxton        | Gwen Sigan                                                      | 23 de fevereiro de 2022 | 6.01                |
| 178          | 14           | "Blood Relation"     | Guy Ferland        | Scott Gold                                                      | 2 de março de 2022      | 5.81                |
| 179          | 15           | "Gone"               | Brenna Malloy      | Matthew Newman                                                  | 9 de março de 2022      | 6.38                |
| 180          | 16           | "Closer"             | Chad Saxton        | Gwen Sigan                                                      | 16 de março de 2022     | 5.33                |
| 181          | 17           | "Adrift"             | Marc Roskin        | Gavin Harris                                                    | 6 de abril de 2022      | 5.71                |
| 182          | 18           | "New Guard"          | Takashi Doscher    | Scott Gold                                                      | 13 de abril de 2022     | 5.90                |
| 183          | 19           | "Fool's Gold"        | Bethany Rooney     | Ike Smith                                                       | 20 de abril de 2022     | 6.08                |
| 184          | 20           | "Memory"             | Benny Boom         | Gwen Sigan                                                      | 11 de maio de 2022      | 5.56                |
| 185          | 21           | "House of Cards"     | Vince Misiano      | Gavin Harris                                                    | 18 de maio de 2022      | 5.47                |
| 186          | 22           | "You and Me"         | Chad Saxton        | Gwen Sigan                                                      | 25 de maio de 2022      | 5.98                |

### Temporada 10 (2022–23)
| N.º na série | N.º na temp. | Título               | Dirigido por        | Escrito por                                                     | Exibição original       | Audiência (milhões) |
| ------------ | ------------ | -------------------- | ------------------- | --------------------------------------------------------------- | ----------------------- | ------------------- |
| 187          | 1            | "Let It Bleed"       | Chad Saxton         | Gwen Sigan                                                      | 21 de setembro de 2022  | 5.48                |
| 188          | 2            | "The Real You"       | Lisa Robinson       | Gavin Harris                                                    | 28 de setembro de 2022  | 5.32                |
| 189          | 3            | "A Good Man"         | Carl Seaton         | Scott Gold                                                      | 5 de outubro de 2022    | 5.95                |
| 190          | 4            | "Dónde Vives"        | Brenna Malloy       | Kevin Deiboldt                                                  | 12 de outubro de 2022   | 5.65                |
| 191          | 5            | "Pink Cloud"         | Chad Saxton         | Gwen Sigan                                                      | 19 de outubro de 2022   | 5.58                |
| 192          | 6            | "Sympathetic Reflex" | Bethany Rooney      | Ike Smith                                                       | 2 de novembro de 2022   | 5.06                |
| 193          | 7            | "Into the Deep"      | Takashi Doscher     | Scott Gold                                                      | 9 de novembro de 2022   | 4.69                |
| 194          | 8            | "Under the Skin"     | Marc Roskin         | Gavin Harris                                                    | 16 de novembro de 2022  | 5.39                |
| 195          | 9            | "Proof of Burden"    | Chad Saxton         | Gwen Sigan                                                      | 7 de dezembro de 2022   | 5.39                |
| 196          | 10           | "This Job"           | John Hyams          | Jeffrey M. Lee                                                  | 4 de janeiro de 2023    | 5.59                |
| 197          | 11           | "Long Lost"          | Oz Scott            | Kevin Deiboldt                                                  | 11 de janeiro de 2023   | 5.45                |
| 198          | 12           | "I Can Let You Go"   | Gia-Rayne B. Harris | História por : Gwen Sigan & Scott Gold Roteiro por : Scott Gold | 18 de janeiro de 2023   | 5.58                |
| 199          | 13           | "The Ghost in You"   | Benny Boom          | Gavin Harris                                                    | 15 de fevereiro de 2023 | 5.20                |
| 200          | 14           | "Trapped"            | Chad Saxton         | Gwen Sigan                                                      | 22 de fevereiro de 2023 | 5.71                |
| 201          | 15           | "Blood and Honor"    | Vince Misiano       | Gwen Sigan & Kevin Deiboldt                                     | 1 de março de 2023      | 5.03                |
| 202          | 16           | "Deadlocked"         | Jesse Lee Soffer    | Matthew Brown                                                   | 22 de março de 2023     | 4.97                |
| 203          | 17           | "Out of the Depths"  | Guy Ferland         | Elena Perez                                                     | 29 de março de 2023     | 5.20                |
| 204          | 18           | "You Only Die Twice" | Jon Cassar          | Gavin Harris                                                    | 5 de abril de 2023      | 5.04                |
| 205          | 19           | "The Bleed Valve"    | Bethany Rooney      | Scott Gold                                                      | 3 de maio de 2023       | 5.01                |
| 206          | 20           | "Fight"              | Victor Macias       | Sean Collins-Smith                                              | 10 de maio de 2023      | 4.87                |
| 207          | 21           | "New Life"           | Carl Seaton         | Gavin Harris                                                    | 17 de maio de 2023      | 4.91                |
| 208          | 22           | "A Better Place"     | Chad Saxton         | História por : Brian Luce Roteiro por : Gwen Sigan              | 24 de maio de 2023      | 4.76                |

### Temporada 11 (2024)
| N.º na série | N.º na temp. | Título        | Dirigido por    | Escrito por  | Exibição original      | Audiência (milhões) |
| ------------ | ------------ | ------------- | --------------- | ------------ | ---------------------- | ------------------- |
| 209          | 1            | "Unpacking"   | Chad Saxton     | Gwen Sigan   | 17 de janeiro de 2024  | 5.82                |
| 210          | 2            | "Retread"     | Lisa Robinson   | Gavin Harris | 24 de janeiro de 2024  | 5.48                |
| 211          | 3            | "Safe Harbor" | Takashi Doscher | Scott Ouro   | 31 de janeiro de 2024  | 5.53                |
| 212          | 4            | "Escape"      | ASA             | ASA          | 7 de fevereiro de 2024 | 5.07                |

## Audiência
| Temporada | Temporada | Ep. 1 | Ep. 2 | Ep. 3 | Ep. 4 | Ep. 5 | Ep. 6 | Ep. 7 | Ep. 8 | Ep. 9 | Ep. 10 | Ep. 11 | Ep. 12 | Ep. 13 | Ep. 14 | Ep. 15 | Ep. 16 | Ep. 17 | Ep. 18 | Ep. 19 | Ep. 20 | Ep. 21 | Ep. 22 | Ep. 23 |
| --------- | --------- | ----- | ----- | ----- | ----- | ----- | ----- | ----- | ----- | ----- | ------ | ------ | ------ | ------ | ------ | ------ | ------ | ------ | ------ | ------ | ------ | ------ | ------ | ------ |
|           | 1         | 8.59  | 5.50  | 6.24  | 6.89  | 6.00  | 8.00  | 6.05  | 5.84  | 5.74  | 5.75   | 6.49   | 7.28   | 5.39   | 6.06   | 6.27   | N/A    | N/A    | N/A    | N/A    | N/A    | N/A    | N/A    | N/A    |
|           | 2         | 8.51  | 6.63  | 6.67  | 6.78  | 6.85  | 6.15  | 9.54  | 7.29  | 6.71  | 7.41   | 6.77   | 7.00   | 7.58   | 6.58   | 7.08   | 7.43   | 6.34   | 6.59   | 6.73   | 8.07   | 6.54   | 6.94   | 7.21   |
|           | 3         | 6.65  | 6.49  | 6.58  | 6.24  | 6.14  | 6.14  | 6.48  | 6.79  | 6.47  | 8.75   | 7.99   | 6.52   | 7.22   | 8.28   | 7.45   | 6.99   | 7.17   | 6.27   | 6.79   | 6.32   | 6.75   | 6.93   | 6.88   |
|           | 4         | 6.87  | 6.14  | 6.22  | 6.15  | 5.82  | 5.70  | 6.11  | 6.11  | 7.89  | 6.30   | 6.60   | 7.11   | 6.27   | 6.68   | 6.68   | 9.59   | 6.39   | 6.10   | 6.52   | 6.27   | 6.15   | 6.17   | 6.50   |
|           | 5         | 6.11  | 6.19  | 6.07  | 5.79  | 6.16  | 5.16  | 6.39  | 6.95  | 6.52  | 6.78   | 6.86   | 6.66   | 6.72   | 7.25   | 6.09   | 6.62   | 6.54   | 6.92   | 5.89   | 6.62   | 6.06   | 6.34   | N/A    |
|           | 6         | 7.14  | 7.78  | 7.16  | 6.95  | 6.64  | 6.95  | 6.84  | 6.00  | 6.82  | 6.86   | 7.26   | 7.22   | 7.38   | 7.49   | 8.91   | 7.15   | 7.01   | 6.86   | 6.99   | 6.29   | 6.73   | 6.59   | N/A    |
|           | 7         | 6.49  | 5.90  | 6.34  | 8.62  | 6.64  | 6.29  | 6.44  | 6.47  | 6.88  | 7.02   | 6.78   | 6.91   | 7.14   | 7.00   | 8.12   | 7.07   | 7.50   | 7.75   | 7.75   | 7.82   | N/A    | N/A    | N/A    |
|           | 8         | 6.43  | 6.38  | 6.58  | 5.97  | 6.09  | 6.31  | 5.87  | 5.89  | 6.21  | 6.42   | 5.80   | 5.89   | 5.67   | 5.94   | 5.64   | 6.33   | N/A    | N/A    | N/A    | N/A    | N/A    | N/A    | N/A    |
|           | 9         | 6.54  | 6.22  | 5.75  | 5.98  | 5.57  | 5.62  | 5.58  | 5.58  | 5.64  | 6.06   | 5.81   | 5.79   | 6.01   | 5.81   | 6.38   | 5.33   | 5.71   | 5.92   | 6.08   | 5.56   | 5.47   | 5.98   | N/A    |
|           | 10        | 5.48  | 5.32  | 5.95  | 5.65  | 5.58  | 5.06  | 4.69  | 5.39  | 5.39  | 5.59   | 5.45   | 5.58   | 5.20   | 5.71   | 5.03   | 4.97   | 5.20   | 5.04   | 5.01   | 4.87   | 4.91   | 4.76   | N/A    |
|           | 11        | 5.82  | 5.48  | 5.53  | 5.07  | 5.35  | 5.16  | 5.06  | 5.17  | 4.75  | 5.01   | 4.73   | 4.99   | 4.89   | N/A    | N/A    | N/A    | N/A    | N/A    | N/A    | N/A    | N/A    | N/A    | N/A    |
|           | 12        | 4.31  | 4.81  | 4.33  | 4.74  | 4.76  | 4.44  | 4.33  | 4.36  | 4.72  | 4.85   | 6.38   | 4.46   | 4.67   | 4.60   | 4.39   | 4.83   | 4.53   | 4.44   | 4.16   | 4.41   | 4.28   | 4.74   | N/A    |